# Liste der Umweltminister von Nordrhein-Westfalen
Liste der Umweltminister von Nordrhein-Westfalen seit 1985.
| Name                                                                           | Amtsantritt                                         | Kabinett                                            | Partei                                              |
| Minister für Umwelt, Raumordnung und Landwirtschaft                            | Minister für Umwelt, Raumordnung und Landwirtschaft | Minister für Umwelt, Raumordnung und Landwirtschaft | Minister für Umwelt, Raumordnung und Landwirtschaft |
| ------------------------------------------------------------------------------ | --------------------------------------------------- | --------------------------------------------------- | --------------------------------------------------- |
| Klaus Matthiesen                                                               | 5. Juni 1985 12. Juni 1990                          | Rau III Rau IV                                      | SPD                                                 |
| Bärbel Höhn                                                                    | 17. Juli 1995 17. Juni 1998                         | Rau V Clement I                                     | Grüne                                               |
| Minister für Umwelt und Naturschutz, Landwirtschaft und Verbraucherschutz      |                                                     |                                                     |                                                     |
| Bärbel Höhn                                                                    | 27. Juni 2000 12. November 2002                     | Clement II Steinbrück                               | Grüne                                               |
| Eckhard Uhlenberg                                                              | 24. Juni 2005                                       | Rüttgers                                            | CDU                                                 |
| Minister für Klimaschutz, Umwelt, Landwirtschaft, Natur- und Verbraucherschutz |                                                     |                                                     |                                                     |
| Johannes Remmel                                                                | 15. Juli 2010 21. Juni 2012                         | Kraft I Kraft II                                    | Grüne                                               |
| Minister für Umwelt, Landwirtschaft, Natur- und Verbraucherschutz              |                                                     |                                                     |                                                     |
| Christina Schulze Föcking                                                      | 30. Juni 2017                                       | Laschet                                             | CDU                                                 |
| Ursula Heinen-Esser                                                            | 29. Mai 2018 28. Oktober 2021                       | Laschet Wüst I                                      | CDU                                                 |
| Lutz Lienenkämper (kommissarisch)                                              | 8. April 2022                                       | Wüst I                                              | CDU                                                 |
| Minister für Umwelt, Naturschutz und Verkehr                                   |                                                     |                                                     |                                                     |
| Oliver Krischer                                                                | 29. Juni 2022                                       | Wüst II                                             | Grüne                                               |